# Pro Bowl

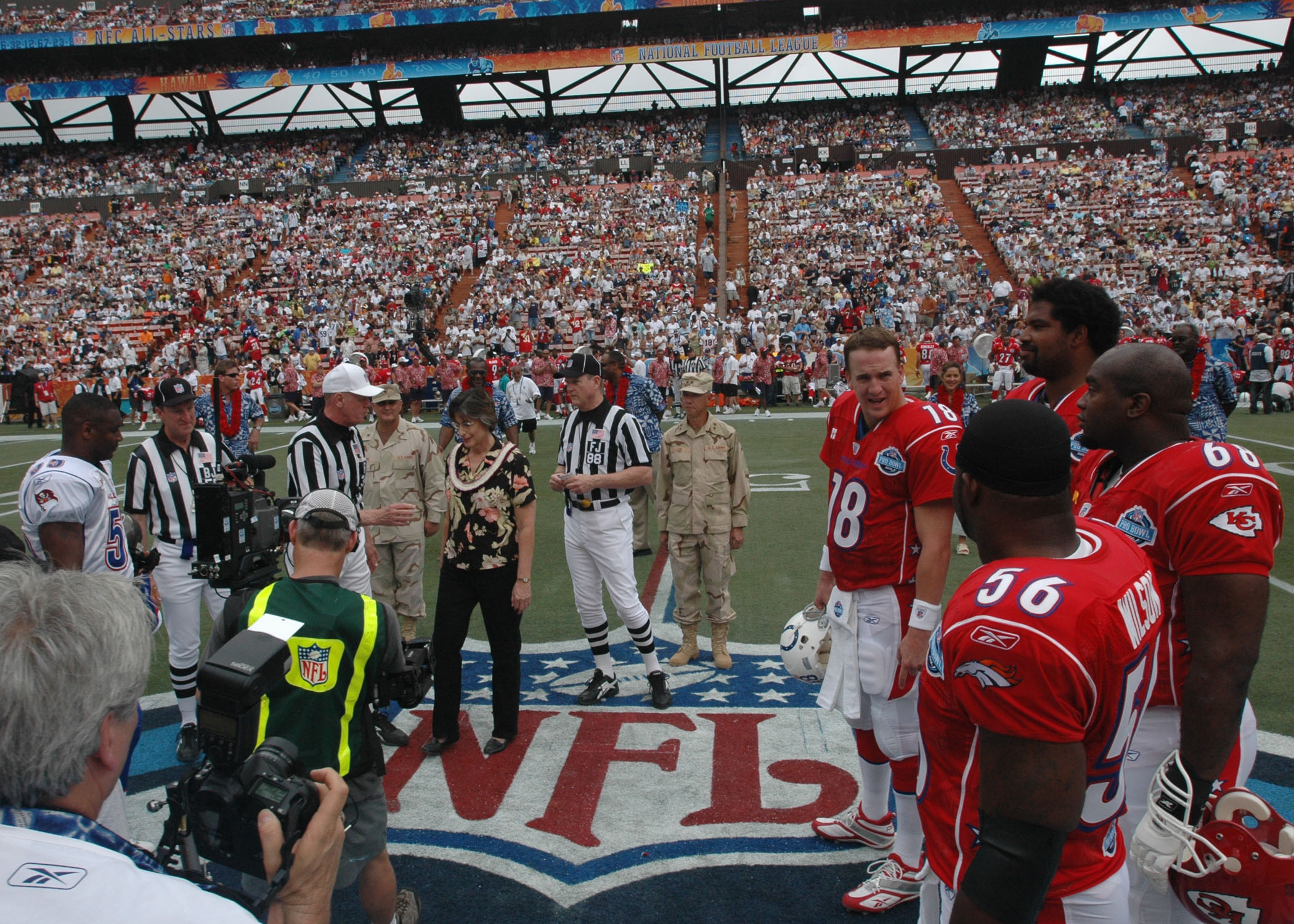
Przygotowania do rozpoczęcia Pro Bowl (2005)

Pro Bowl (oficjalna nazwa: AFC-NFC Pro Bowl) – pokazowy mecz gwiazd ligi NFL, w którym grają drużyny złożone z wybranych zawodników obu konferencji ligi: AFC i NFC. Pierwszy mecz tego typu rozegrano w styczniu 1951 roku.
Od 1980 do 2009 roku mecz rozgrywany był na stadionie Aloha Stadium w Honolulu na Hawajach. Od 2010 roku mecz rozgrywany jest tydzień przed Super Bowl, każdego roku na innym stadionie.